# Eric Raymond

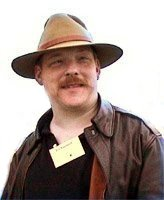
Eric S. Raymond

Eric Steven Raymond, vaak afgekort tot ESR, (Boston, 4 december 1957) is een Amerikaanse programmeur en publicist. Hij is bekend om de analyse van een softwareontwikkelmodel waarbij de toegankelijkheid van de broncode een grote rol speelt. Deze analyse verscheen in het boek The Cathedral and the Bazaar. Hierbij bedacht Raymond ook de term open source, om het model mee aan te geven, en de wet van Linus, waarmee hij het resultaat van peer review samenvat.
Raymond is ook de beheerder van de Jargon File, een (geopinieerd) lexicon van termen uit de hackers- en Usenetgemeenschappen. Raymonds stellingen waren mede aanleiding voor Netscape Communications Corporation om de broncode van hun belangrijkste product, de webbrowser Netscape Navigator, openbaar te maken, en iedereen het recht te geven deze aan te passen. Hieruit ontstond het Mozilla-project.
Hij publiceerde vanaf 1998 een reeks gelekte interne nota's van Microsoft, de zogenaamde Halloweendocumenten, waarin onder andere de gevaren van open source-software voor het bedrijf werden besproken.
Door zijn overredingskracht wist Raymond zich op te werken tot belangrijk ideoloog in de wereld van de publicdomainsoftware, freeware en vrije software. Daarnaast is Raymond uitgesproken libertariër en voorstander van particulier vuurwapenbezit. Zijn uiterst rechtse standpunten hebben hem tot een controversiële figuur gemaakt en uiteindelijk zijn gezag ondermijnd.

## Publicaties
- The New Hacker's Dictionary (redacteur) (MIT Press, paperback ISBN 0-262-68092-0, cloth ISBN 0-262-18178-9) – gedrukte versie van Jargon File met Raymond als redacteur.
- The Cathedral and the Bazaar (O'Reilly; hardcover ISBN 1-56592-724-9, October 1999; paperback ISBN 0-596-00108-8, January 2001) – inclusief "The Cathedral and the Bazaar", "Homesteading the Noosphere", "The Magic Cauldron" en "Revenge of the Hackers"
- The Art of Unix Programming (Addison-Wesley, October 2003; paperback ISBN 0-13-142901-9)